# Großsteingräber bei Rade
Die Großsteingräber bei Rade waren drei megalithische Grabanlagen der jungsteinzeitlichen Trichterbecherkultur bei Rade, einem Ortsteil von Neu Wulmstorf im Landkreis Harburg (Niedersachsen). Sie wurden Mitte des 20. Jahrhunderts zerstört. Ihre Existenz ist nur durch Kartensignaturen bezeugt, die Willi Wegewitz 1955 in einer Publikation auf dem Ausschnitt eines Messtischblatts auf Grundlage des Bearbeitungsstands der späten 1940er Jahre angebracht hat. Demnach befand sich ein Grab am südlichen Ortsausgang gleich östlich der Alten Dorfstraße, ein zweites östlich von Rade am Waldrand und das dritte nordöstlich im Wald. Bei einer weiteren Signatur südöstlich von Rade im Tegebusch handelt es sich um die noch erhaltene und von Wegewitz untersuchte Steinkiste in der Feldmark Rade. Die drei Großsteingräber wurden nicht näher beschrieben; Ernst Sprockhoff und Gerhard Körner konnten bei einer erneuten Begehung der Standorte 1967 keine Reste mehr feststellen.